# Constant de Zwietering
La constant de Zwietering {\displaystyle (S)} és una constant adimensional usada en la mecànica de fluids. Apareix en els models de barreja sòlid-líquid i es defineix com un factor de la taxa mínima de models de suspensió expressada en r.p.s. (revolucions per segon).
Raghava Rao per a turbines de 6 pales inclinades a 45° proposa:
{\displaystyle S=\left(2,25+3,4{\frac {Ha}{Tr}}\right)\times \left({\frac {Da}{Tr}}\right)^{-0,31}}
amb
- {\displaystyle Da} = el diàmetre del mòbil d'agitació.
- {\displaystyle Ha} = l'altura del mòbil que es mou des de la part inferior.
- {\displaystyle Tr} = el diàmetre d'un tanc.